# Zwerg-Bulldoggfledermaus
Die Zwerg-Bulldoggfledermaus (Mops nanulus) ist eine in West- und Zentralafrika verbreitete Fledermaus in der Familie der Bulldoggfledermäuse. Die Art zählt zur Untergattung Xiphonycteris. Das Typusexemplar stammt aus der Region Niangara in der Demokratischen Republik Kongo.

## Merkmale
Wie der deutsche Name andeutet, ist die Art mit einer Kopf-Rumpf-Länge von 56 bis 59 mm, einer Schwanzlänge von 19 bis 29 mm und einem Gewicht von 6 bis 11 g einer der kleinsten Vertreter ihrer Gattung. Es sind 27 bis 31 mm lange Unterarme, Hinterfüße von 6 bis 10 mm Länge und 11 bis 16 mm lange Ohren vorhanden. Das kurze Fell der Oberseite hört kurz vor der Schwanzflughaut auf. Es hat oberseits eine orangebraune bis dunkelbraune Färbung und ist nicht gesprenkelt. Auf der Bauchseite wird das Fell von den braunen Seiten zur Mitte rotbraun und im Zentrum weißlich. Manchmal ist ein gelbbrauner Seitenstreifen vorhanden. Typisch für den Kopf sind 5 bis 6 Falten in der Oberlippe und stachlige Haare auf der Unterlippe. Die Zwerg-Bulldoggfledermaus hat hellbraune bis weißliche Flügel und eine hellbraune Schwanzflughaut. Die schwarzen Ohren sind auf der Stirn miteinander verbunden, jedoch ohne eine Tasche oder einen Kamm zu bilden. Typisch ist der sehr kleine und spitze Tragus. Der diploide Chromosomensatz enthält 48 Chromosomen (2n=48).
Der Schwanz ragt deutlich aus der Schwanzflughaut heraus. Die ähnliche Kleine Bulldoggfledermaus (Chaerephon pumilus) ist größer und hat einen kleinen Kamm zwischen den Ohren. Die eindeutige Unterscheidung von den allgemein größeren Arten Peterson-Bulldoggfledermaus (Mops petersoni) und Spurell-Bulldoggfledermaus (Mops spurrelli) ist nur durch Untersuchung der Schädelmerkmale möglich. Die Zahnformel lautet I 1/2, C 1/1, P 2/2, M 3/3, was 30 Zähne im Gebiss ergibt.

## Verbreitung
Die Art hat mehrere disjunkte Populationen von Sierra Leone und dem südlichen Guinea bis ins zentrale Südsudan, westliche Kenia und in die Demokratische Republik Kongo. In Togo wurde sie nicht registriert und aus Benin sowie aus Nigeria sind nur kleine Populationen aus dem Osten beziehungsweise Südosten bekannt. Die Zwerg-Bulldoggfledermaus lebt im Flachland und bewohnt tropische Regenwälder sowie feuchte Savannen.

## Lebensweise
Diese Fledermaus ruht am Tage in Baumhöhlen und in selten genutzten Geräteschuppen sowie in Häusern. Im Versteck bilden sich kleine Kolonien. Die Art ernährt sich vermutlich wie andere Gattungsvertreter. Funde von trächtigen Weibchen und Weibchen mit aktiven Zitzen sind aus dem August von Kenia bekannt.

## Gefährdung
Waldrodungen können sich gebietsweise negativ auswirken. Die Zwerg-Bulldoggfledermaus kommt in geeigneten Habitaten häufig vor. Sie wird von der IUCN als nicht gefährdet (least concern) gelistet.